# Вальдсгутська війна
Вальдсгутська (нім. Waldshuterkrieg) або Шаффгаузенська війна (нім. Schaffhauserkrieg) — низка воєнних конфліктів 1468 року між знаттю Зундгау, Брайсгау, Клеттгау, Гегау та Передньої Австрії, які перебували під владою герцога Сигізмунда Габсбурга, і восьмома кантонами Швейцарської конфедерації разом із союзними їм німецькими містами. У центрі бойових дій опинився Вальдсгут, який був узятий в облогу і зазнав часткових руйнувань.

## Передісторія
У другій половині XV століття загострилися конфлікти між габсбурзьким дворянством і містами південної Німеччини. Дворяни дедалі частіше опускалися до рівня баронів-розбійників і нападали на купців. Швейцарська конфедерація намагалася використати ці суперечності для розширення свого впливу північніше від Рейну й уклала оборонні союзи з містами Шаффгаузен (1454), Роттвайль (1463) та Мюльгаузен (1466).

### Конфлікт у Шаффгаузені
1 червня 1454 року місто Шаффгаузен уклало 25-річний союз із кантонами Цюрих, Берн, Люцерн, Швіц, Цуг і Гларус, після того як Більгері фон Гойдорф знову спробував підпорядкувати Шаффгаузен Габсбургам. Більгері продовжував свою ворожнечу з Шаффгаузеном. Конфлікт різко загострився в 1467 році, коли Більгері фон Гойдорф узяв у полон бургомістра Шаффгаузена Ганса Амштада поблизу Анзельфінгена й відпустив його лише після сплати викупу в 1800 гульденів. Конфедерати направили війська для підсилення Шаффгаузена, а загін унтервальденців на чолі з капітаном Каспаром Коллером здійснив рейд через Клеттгау.

### Конфлікт у Мюльгаузені
17 червня 1466 року місто Мюльгаузен уклало 25-річний союз із Берном і Золотурном. Мюльгаузен, що потерпав від значного тиску дворянства в неоголошеній дрібній війні, прагнув вирішити конфлікт військовим шляхом і, поклавшись на союзну угоду, перейшов у наступ. У квітні 1468 року мюльгаузенські війська атакували села Ріксгайм і Заусгайм, які належали дворянам. У відповідь знать Передньої Австрії 15 травня виставила 4-тисячне військо під Мюльгаузен і спустошила його околиці. 18 червня Берн, Золотурн і Фрібур оголосили війну герцогу Сигізмунду; незабаром за ними послідували й інші швейцарські кантони.

### Зундгауський похід
25 червня 1468 року бернці й золотурнці ввірвалися до Зундгау, залишаючи по собі руйнування по дорозі з Базеля на Мюльгаузен через Блоцгайм, Бартенгайм і Габсгайм. Слідом за цією колоною рушили контигенти Цюриху та Швіцу. Війська центральношвейцарських кантонів сунули на Мюльгаузен через міста лівобережжя Рейну. 6 липня три колони конфедератів зійшлися між Танном і Мюльгаузеном на Оксенфельді, очікуючи на генеральну битву з австрійцями, які так і не з'явилися. Після цього швейцарці вирішили штурмувати місто Танн. Одночасно загін із тисячі вояків вирушив до Шаффгаузена через Вер і Тінген. 16 липня швейцарці залишили Зундгау через Базель, перенісши театр воєнних дій на схід.

## Сили сторін

### Габсбурги та їхні союзники
До оборони Вальдсгута було залучено близько 800 вояк під командуванням Вернера фон Шинена. Серед захисників були також Вільгельм Гертер фон Гертнек і Більгері фон Гойдорф. Ще на початку швейцарського наступу в Клеттгау місцева знать знайшла притулок у Вальдсгуті. Австрійські міста Брайзах, Ноєнбург і Фрайбург-ім-Брайсгау надіслали допоміжні загони.
Вальдсгут був обнесений кільцевим муром із п'ятьма вежами, перед яким було прокладено глибокий рів, що частково зливався з водами Рейну.
Брайсгауські лицарі зайняли Високий Рейн між Райнфельденом і Лауфенбургом, а контингенти з передньоавстрійського Брайсгау закріпилися у Шварцвальді, щоб не допустити переходу місцевих на бік швейцарців. Тут герцог Сигізмунд також розмістив чеські війська. Загальна чисельність його сил у війні за Вальдсгут точно не відома, проте значно перевищувала кількість захисників, безпосередньо розташованих у місті.
Баденський маркграф Карл I побоювався, що швейцарці можуть напасти з Мюльгаузена на маркграфство Баден-Гахберг, яке перейшло до його роду в 1415 році, тому він також виставив війська для захоплення інших лісових міст. Вюртемберзький граф Ульріх V теж мобілізувався після чуток про намір швейцарців оточити Філлінген, тоді як баварський герцог Людвіг IX Багатий запропонував герцогу Сигізмунду військову підтримку та посередництво.
Масштабне вторгнення та зайняття Шварцвальду, ймовірно, змусили б південнонімецьких князів втрутитися, проте навіть за реальної загрози прикордонному місту Вальдсгут вони не виявили бажання активно допомогти.

### Сили швейцарців

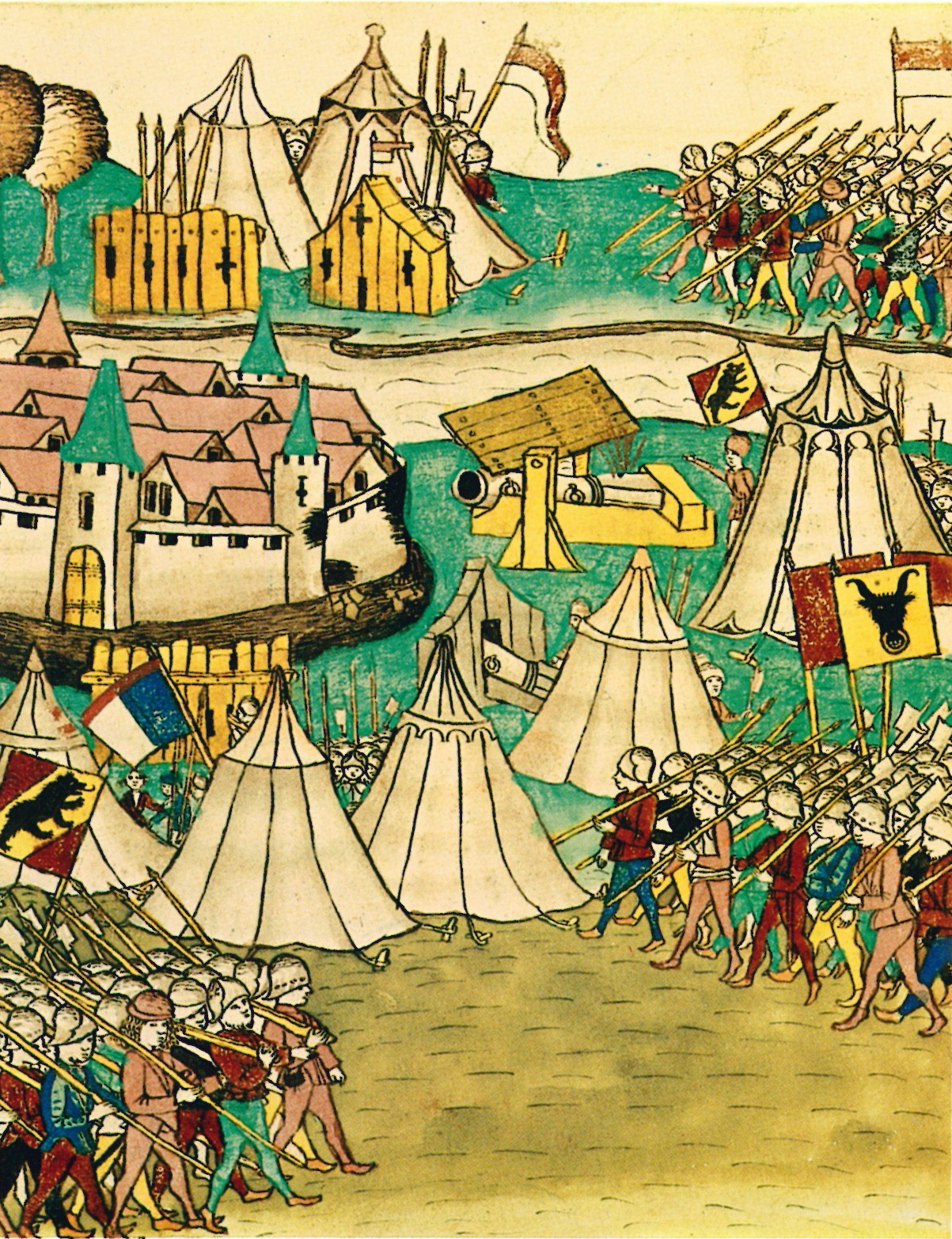
Прибуття бернських військ до обложеного міста Вальдсгут

Хоча союзи з Мюльгаузеном і Шаффгаузеном уклали лише окремі учасники Старої конфедерації, до війни проти герцога Сигізмунда долучилися всі вісім кантонів, кілька асоційованих територій, і навіть абат Санкт-Галленський виставив власні загони. Об'єднана армія конфедератів не мала єдиного головнокомандувача: усі рішення ухвалювала рада капітанів. Кожен із них постійно листувався зі своєю радою в кантоні та в разі потреби отримував письмове підтвердження прийнятих рішень. Водночас першістю серед рівних послуговувався цюрихський командир, який скликав загальні наради.
На чолі цюрихців став Ебергард Оттікон. Одним із головних старшин у цюрихському контингенті був майбутній бургомістр і воєначальник Ганс Вальдманн. Хроніст Петерманн Еттерлін перебував у лавах люцернців. Бернськими військами командували Петерманн фон Ваберн, Ніклаус фон Шарнахталь і Ніклаус фон Дісбах.
До кінця облоги чисельність війська сягнула близько 16 000 осіб, після того як з рідних кантонів надійшли підкріплення. Рейди на Шварцвальд та прикриття блокади відволікли чимало сил, щоб не дати ворогу прорвати оточення. Крім того, два бернські кораблі та один люцернський обстрілювали Вальдсгут з Рейну.

## Перебіг війни
Поки головні сили швейцарців усе ще перебували в Зундгау, до Шаффгаузена вирушило підкріплення з 2000 солдатів. 27 червня звідти, під командуванням цюрихського капітана Фелікса Келлера, вони рушили через пограбоване Клеттгау та 29 червня захопили Ерцінген.

### Вторгнення у Шварцвальд
6 липня було здійснено черговий набіг на Шварцвальд, ціллю обрали вірне Габсбургам абатство Святого Власія. У Бюрглені й Індлекофені пограбували монастирське майно. У Ремечвілі вони натрапили на форт, який захищали селяни Гауенштайна. Після того як 7 липня швейцарці зайняли цю оборонну лінію двома колонами із Шаффгаузена та Зундгау, шлях на Занкт-Блазієн для них був відкритий. Під Гойзерном їх зустрів абат Кристоф фон Гройт і, виплативши викуп у 1 500 гульденів, домігся їхнього відходу; дорогою вони спалили Вальдкірх і загоном із 600 вояк зайняли Тінген — лен, дарований Більгері фон Гойдорфу Констанцьким князь-єпископством. Австрійський гофмайстер Якоб Трапп звернувся до абатства з проханням переселити мирне населення до Фрайбурга та висловив побоювання, що весь Шварцвальд може опинитися під владою швейцарців.

### Облога Вальдсгута

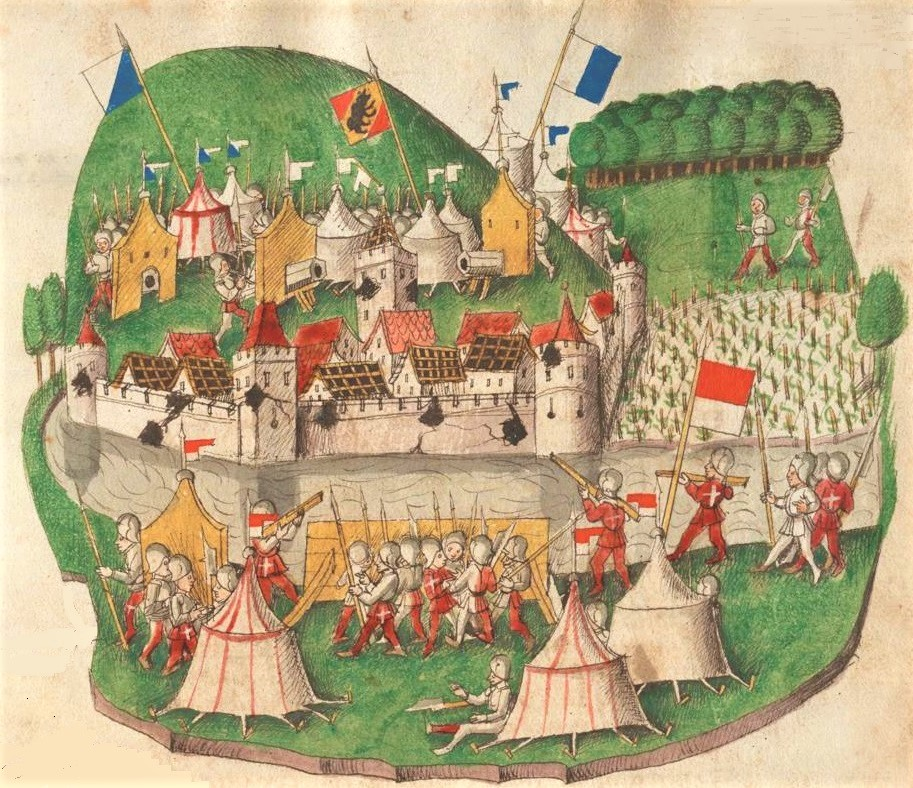
Облога Вальдсгута швейцарцями (Чахтланова хроніка, 1470 р.)

19 липня значні загони конфедератів із Зундгауського походу зосередилися на Рафцерфельді. 20 липня на тагзатцунгу в Люцерні голосами Урі, Швіцу, Унтервальдену, Цугу, Гларусу й Шаффгаузену, було ухвалено рішення розпочати похід на Вальдсгут. Першими 22 липня на південному березі Рейну біля Вальдсгута прибув загін Люцерну з вихідцями з Гларусу, Швіцу та Цугу, тоді як контингенти Цюриху й Шаффгаузену сунули з Тінгена, де вони стояли з 20 липня. Решта військ, зокрема основні артилерійські гармати Цюриху й Берну для обстрілу міських мурів, прибували поступово, і перша артилерійська канонада по місту відбулася 29 липня. За свідченнями, під час облоги по місту та його укріпленнях випустили близько 280 важких кам'яних куль та ще 248 менших з мортир. Унаслідок обстрілів міські млини були зруйновані, тож мешканці збудували й запустили ступальні колеса. Оскільки швейцарці перекрили водопостачання міста, а черпати воду з Рейну було небезпечно через обстріли, біля Рейнських воріт викопали криницю.
Якоб Трапп організував дві спроби забезпечити місто боєприпасами та провіантом. У ніч з 3 на 4 серпня з Лауфенбурга вирушив загін із 1200 бійців, які рухалися лівим берегом Рейна до Фулля та намагалися переправитися через річку до міста. Хоча кільце облоги конфедератів на цій ділянці було послаблене, операція зазнала невдачі — лише близько 200 чоловік із провізією дісталися Вальдсгута. Наступна спроба пройти тим самим маршрутом в ніч з 8 по 9 серпня цілком провалилася: до того часу швейцарці підсилили охорону цієї ділянки до 400 солдатів Міський гарнізон не залишався бездіяльним і кілька разів виходив назустріч ворогу, завдаючи йому втрат.
Ландфогт Тюринг III фон Галльвіль розташував свої штаби в Лауфенбурзі, а між Альббруком і Догерном зайняли укріплену позицію загони чисельністю близько 1 300 вояків. У районі Занкт-Блазієна герцог Сигізмунд зібрав приблизно 1 500 чеських військових, які, утім, так і не взяли дієвої участі в боях.
Через тривожні звістки про передньоавстрійські підкріплення та чтуки про великий десант герцога Сигізмунда, 10 серпня швейцарці звернулися до своїх кантонів із проханням надіслати додаткові війська. Підкріплення прибуло, і чисельність війська для облоги зросла до 16 000 осіб.
Ситуація з постачанням у місті дедалі більше погіршувалася; міські укріплення було сильно пошкоджено постійними артилерійськими обстрілами, і Габсбурги та дворянство не бажали й не могли зробити рішучий ривок для звільнення міста. 17 серпня швейцарці запланували штурм міста на 19 серпня, але паралельно велися мирні переговори. У підсумку штурм перенесли, і в таборі з'явилися серйозні розбіжності між Цюрихом та Берном.
21 серпня люцернці за підтримки Швіцу, Гларусу та Аппенцеллю здійснили набіг на Бонндорф у Шварцвальді, який був спалений під час нападу. На відступі загін зазнав нападу від військ Сигізмунда і лише завдяки допомозі Цюриху та Цугу повернувся до табору зі здобиччю (зокрема 400 голів худоби). 24 серпня поблизу редуту в Альббруці відбулися чергові сутички.

#### Чому конфедерати не штурмували Вальдсгут
Цюрихські купці мали значні комерційні інтереси, що сягали аж Вальдсгута, і навіть родичалися з місцевою елітою. Офіційно в Цюриху стверджували, що штурм міста неминуче спричинить великі власні втрати. Водночас політично їм не було вигідно посилювати вплив Берну в цьому регіоні через захоплення Вальдсгута. Цюрих підтримали східні та центральношвейцарські кантони, а Берн — Золотурн і Люцерн. Ці внутрішні суперечності в таборі конфедератів зрештою й призвели до припинення облоги.

#### Легенда про обман обложників
За народними переказами, швейцарці вагалися зі штурмом через хитрість захисників: вальдсгутський гарнізон вивів на міські мури упитаного баранця, ніби демонструючи достаток їжі попри катастрофічний голод. В іншій версії легенди юнаки навіть перекинули баранця через мур у табір конфедератів, хизуючись надлишком їжі. Таким чином, нібито, вони обдурили обложників і переконали їх припинити облогу. Основні мотиви цього сюжету зустрічаються в розповідях із різних регіонів. Щасливе завершення облоги щороку відзначають на серпневому фестивалі Waldshuter Chilbi — там влаштовують хрещення та розіграш символічного баранця.

## Мирна угода та її наслідки

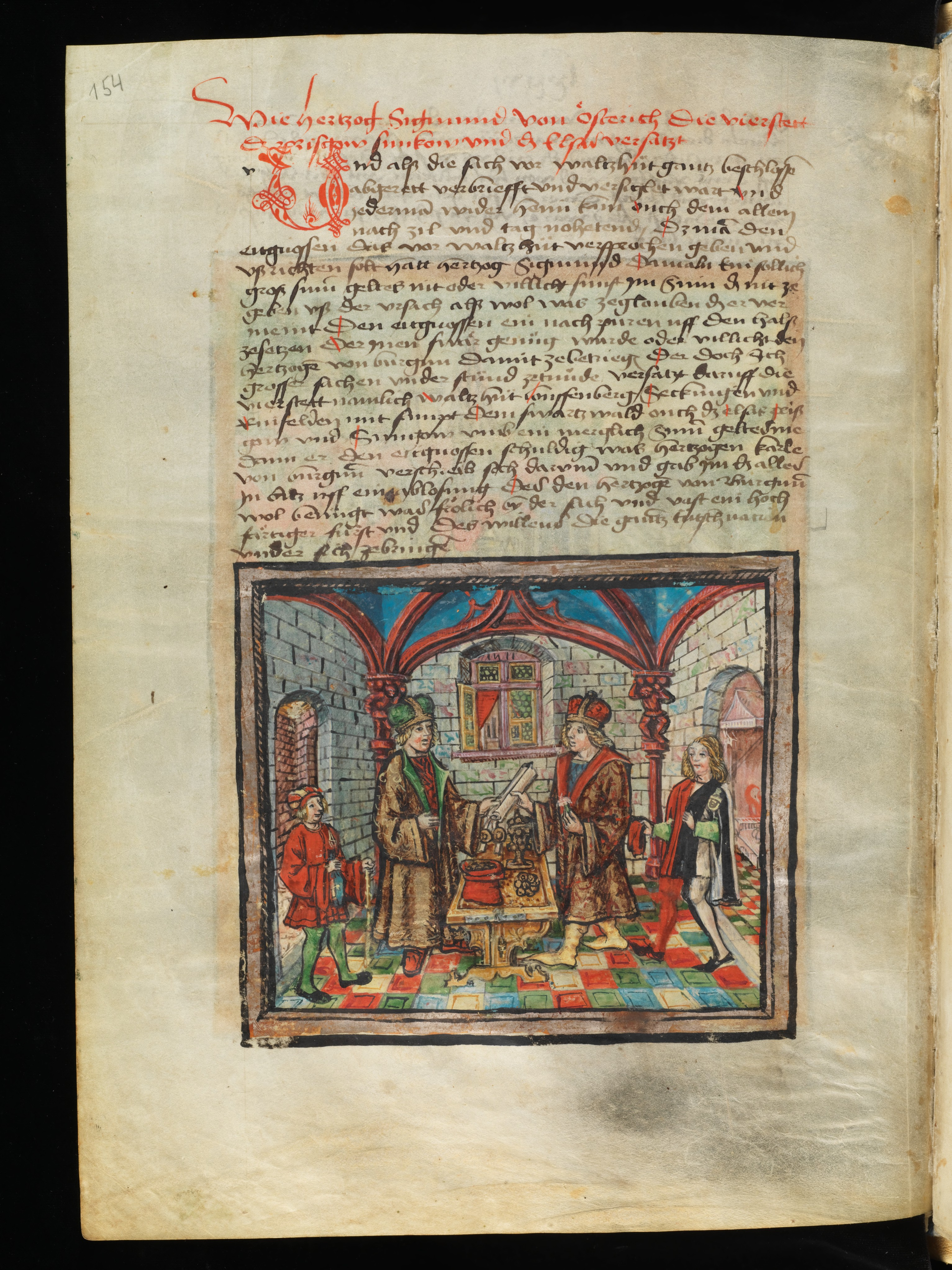
Угода про передачу Брайсгау, Зундгау та Ельзасу герцогом Сигізмундом Австрійським герцогу Карлу Бургундському під заставу 9 травня 1469 року.

Особливо місто Базель, через свого бургомістра Петра Рота та князів-єпископів Базеля (Йоганна V фон Феннінгена) і Констанца (Германа III фон Брайтенланденберга), докладало зусиль до мирного посередництва між конфедератами й Габсбургами. Радники герцога Людвіга Баварського та маркграфа Рудольфа фон Гахберг-Заузенберга, якого представляв Ганс фон Флаксланден, сприяли перемовинам. 14 серпня 1468 року посередники встановили контакт із командувачами конфедератів, а 16 серпня в Догерні розпочалися мирні переговори, що 27 серпня завершилися підписанням мирної угоди. Згідно з умовами договору, герцог Сигізмунд Тірольський зобов'язався виплатити до 24 червня 1469 року воєнну контрибуцію в розмірі 10 000 гульденів. У якості застави конфедерати отримали Вальдсгут та передньоавстрійський Шварцвальд. Майже жодних територіальних змін унаслідок Вальдсгутської війни не відбулося. Єдиним винятком стало володіння Вессенберг південніше Рейну з селами Готтвіль і Мандах, яке Берн захопив і приєднав до ландфогтства Шенкенберг.
Облогу було знято 28 серпня. За Сент-Омерським договором Сигізмунд позичив 50 тис. гульденів у бургундського герцога Карла Сміливого в обмін на заставу передньоавстрійських володінь у Брайсгау та Верхньому Ельзасі. Спершу комісія на чолі з маркграфом Рудольфом фон Гахберг-Заузенбергом узяла на себе управління та підготувала звіт про стан закладених земель. Карл призначив Петера фон Гагенбаха ландфогтом, і той вступив на посаду в листопаді. Сигізмунд виплатив конфедератам контрибуцію 23 червня 1469 року. Проте бургомістрові Шаффгаузена довелося чекати повернення викупу в 1 800 гульденів аж до 1476 року. Імператор Фрідріх III, двоюрідний брат герцога, 26 травня 1469 року оголосив мир недійсним, а 31 серпня наклав імперську опалу на Швейцарську конфедерацію. Проте жоден із цих указів не приніс жодних наслідків.
Вальдсгут зазнав значних руйнувань під час облоги. Проте імператор Фрідріх III 21 листопада 1468 року відновив міські привілеї, а 24 лютого 1469 року місто отримало право стягувати водний митний збір з усіх вантажів, що ввозилися річками Ааре, Ройссом і Лімматом. 8 вересня 1468 року герцог Сигізмунд видав місту так званий «лист про відшкодування», яким зобов'язався компенсувати збитки, завдані облогою, передавши в заставу право на збір дорожнього мита. Завдяки цьому Вальдсгут досить швидко відновив свою економіку.
Французький король Людовік XI намагався залучити як швейцарців, так і герцога Сигізмунда до союзу проти Бургундії та виступав посередником у заключенні «вічного договору». Після загибелі Карла Сміливого в битві під Нансі 1477 року герцог Сигізмунд повернув собі закладені передньоавстрійські володіння, не повернувши позичених 50 000 гульденів.

## Пам'ять
До захисників міста також належали молоді учні-ремісники, чия організація — «Junggesellenschaft 1468 Waldshut» — є найстарішою досі діючою цеховою гільдією Німеччини. Завершення облоги щороку відзначають третьої неділі серпня на фестивалі Waldshuter Chilbi. На честь командира захисників у Вальдсгуті названо вулицю Вернера фон Шинена.